# Pic Chaussy
Pic Chaussy – szczyt w Alpach Fryburskich, części Alp Zachodnich. Leży w Szwajcarii w kantonie Vaud.